# Contrast

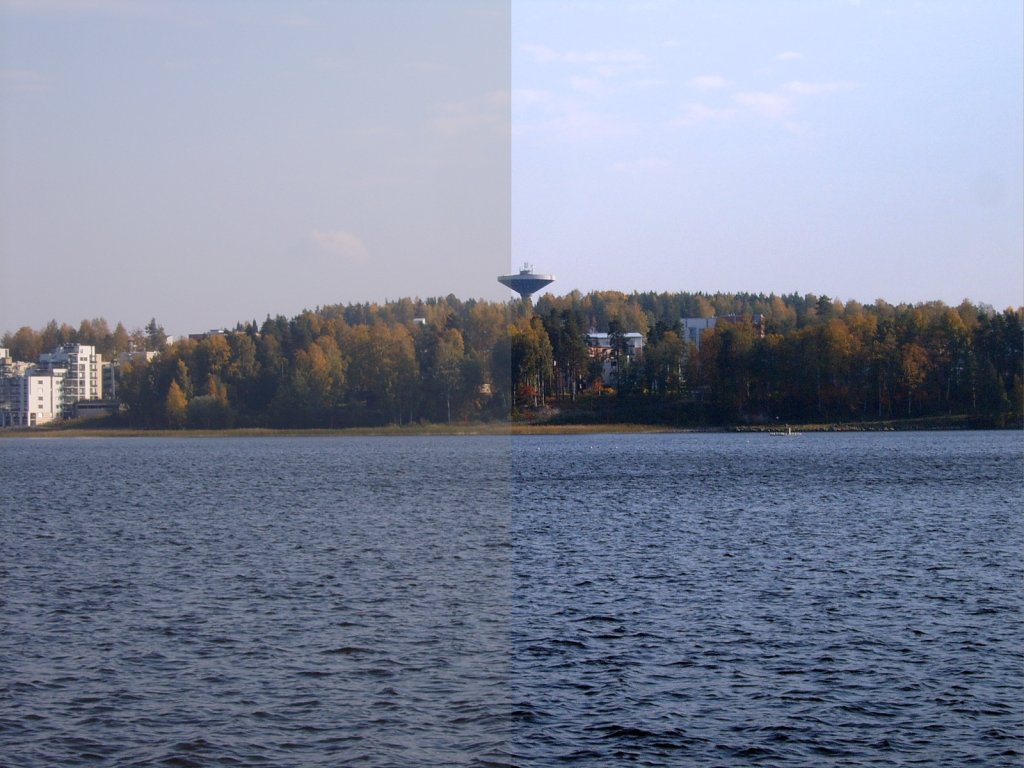
Partea stângă a imaginii are un contrast mai mic, iar cea dreaptă are un contrast mai mare.

Contrastul este diferența dintre înnegrirea maximă și cea minimă care se pot vedea într-o imagine fotografică. În percepția vizuală a lumii reale, contrastul este determinat de diferența dintre culoarea și luminozitatea unui obiect și alte obiecte din interiorul aceluiași câmp vizual.